# Citrus ×tangelo
« Minneola » redirige ici. Pour les autres significations, voir Minneola (homonymie).
Hybride
Parent A de l'hybridation 
  Citrus reticulata 
×

Parent B de l'hybridation 
  Citrus ×paradisi 
Classification phylogénétique
Citrus ×tangelo ou tangelo est un groupe de cultivars d'agrumes provenant de l'hybridation d'un mandarinier (Citrus reticulata), tangerine en anglais, et d'un pomelo (Citrus ×paradisi), fruit typique du verger américain.
Les mandariniers étant de lointains descendants des pamplemoussiers (Citrus maxima), leurs gènes ont subi de longue date une introgression de ce pool génétique. Mais au sens propre, les tangelos sont bien le résultat d'une sélection variétale délibérée d'hybrides C. reticulata x C. xparadisi principalement réalisée au XXe siècle aux USA  à partir de 1919,.
Ces fruits aux couleurs saturées, juteux et d'un goût nouveau sont décrits comme exprimant l'Amérique d'après guerre, les cocktail parties, les teenagers et le petit déjeuner au soleil . Ils sont suffisamment tolérants au froid pour être cultivés sans risque dans le sud américain . De nos jours ils ont laissé la place en occident aux petits agrumes, clémentines et mandarines, sauf Ugli natif de la Jamaïque.

## Dénomination
Tangelo est un terme qui se retrouve dans toutes les langues, y compris en japonais タンジェロ (tanjero), en russe Танжело (tanjelo). De même pour les cultivars connus, pour le moins nommés, Minneola et Orlando ont les mêmes noms partout. Le jamaïcain Ugli admet des prononciations locales en farsi اوگلی (o gli), en anglais ugly (ˈəɡlē) qui signifie laid et à la Jamaïque hugely qui en anglais signifie énormément (les deux sens n'étant pas incompatibles pour ce fruit ) .

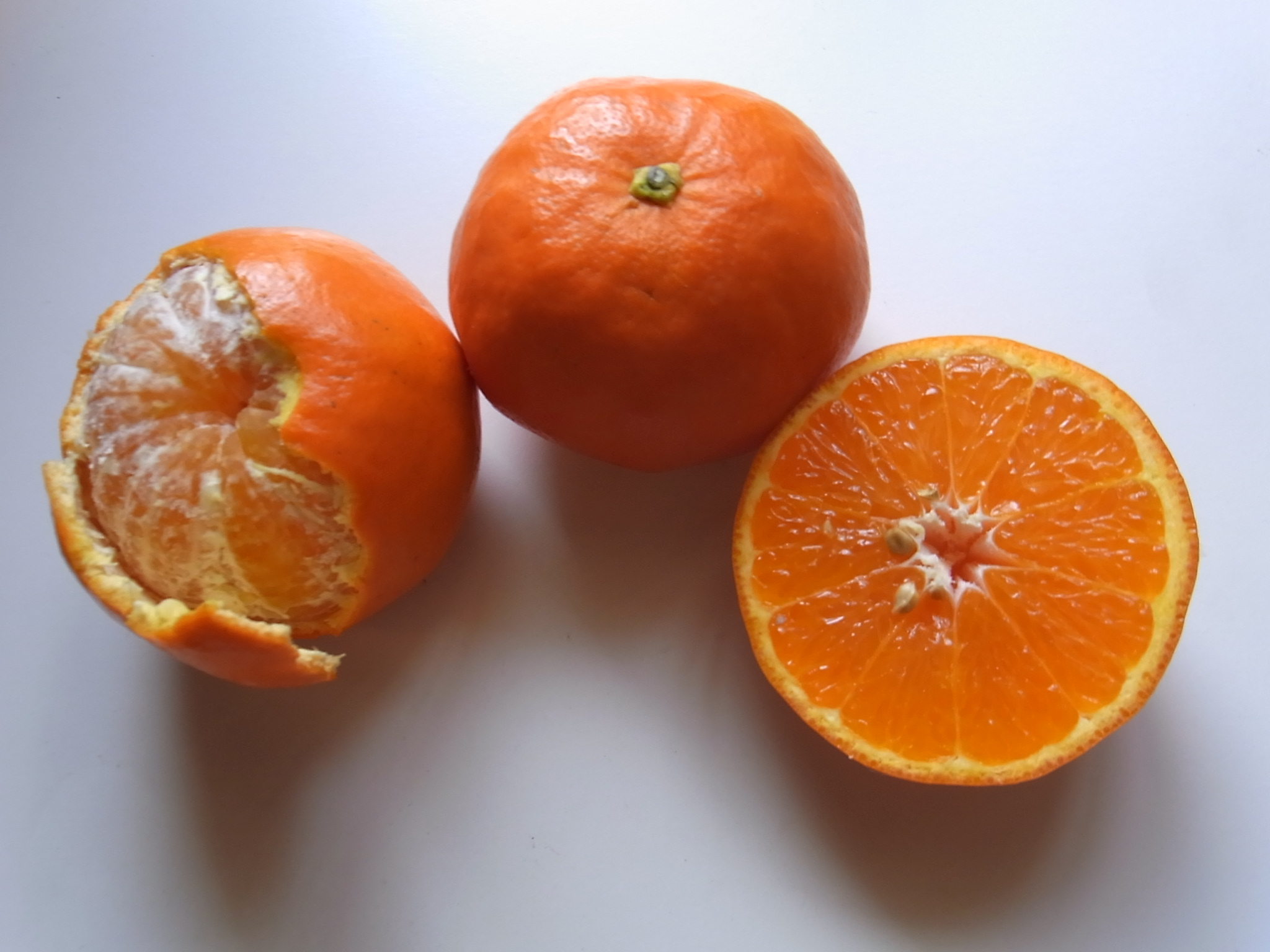
Seminole

## Cultivars et hybrides

### Tangelos attestés avec géniteurs connus

#### Tangelos obtenus à partir duC. paradisitraditionnel Duncan
Il s'agit principalement de tangelos américains obtenus dans le cadre d'un programme d'hybridation commencé en 1940, le géniteur côté pomelo (C. x paradisi) est le plus souvent le pomelo historique de Floride : Duncan (fruit jaune, très juteux) .
- Yalaha (Duncan et tangerine Dancy) USDA Floride 1911 [7].
- Clement (Duncan et Clementine) USDA Floride 1911 par W. T. Swingle. Fruits petits [8].
- Minneola (Duncan et mandarine Dancy) USDA Horticultural Research Station of Orlando Floride 1931 porte le nom de la ville de Minneola en Floride. Beau fruit orangé, au zeste brillant et granuleux, juteux, la pulpe est d'une couleur orange saturée. Le fruit est sphérique, il a un col et sa taille est celle d'une orange. Il se récolte fin janvier et février dans l'hémisphère nord. Minneola est principalement cultivé en Israël, en Turquie et en Floride où on le récolte en janvier-février [9].
- Orlando (Duncan et mandarine Dancy) frère de Minneola et Seminole. Beau fruit, sans col [10].

- Seminole (Duncan et mandarine Dancy) USDA Torrey Pines CA 1936 [11].
- Webber  (Duncan et mandarine Dancy)  Floride 1909, sélection de H.J. Webber 1937. Tardif [12].
- Sunshine (Duncan et mandarine Dancy) [13]
- Surprise : Irradiation of USDA 75-8 (tangelo Pearl et Duncan) Asperme, 1980 [14].

- Mapo  (Duncan et mandarine Avana) originaire d'Italie où il est apprécié et utilisé dans le Campari [15].

#### Tangelos obtenus à partir d'autres géniteurs identifiés
- Allspice, Pearl et Willial (Imperial et mandarine Willowleaf)  HB Frost 1917, 1940 pour les deux premiers [16],[17],[18]. Marlow (Marsh et mandarine Willowleaf) HB Frost 1930 [19]. Fruits sans intérêt commercial.
- Cocktail (pamplemousse) hybride du pamplemoussier 'Siamese Sweet' et de la mandarine 'Frua' (C. reticulata 'Dancy' × 'King' tangor).

### Tangelos attestés ou probables avec géniteurs inconnus
- Cultivars américains : Sampson (de tangerine Dancy)  W. T. Swingle 1897, Early ou Weber early (du pomelo Bowen) 1911, San Jacinto 1930, Thornton 1930, Sexton 1932, Sunrise 1936, Siamelo (du tangor King) 1937, Sacaton 1960, Santa Barbara 1999.

- Poorman's orange ou New Zealand grapefruit : probable hybridation spontanée originaire d'Australie, introduit en Nouvelle-Zélande en 1855[20],[21]. Ce gros fruit d'une belle couleur orange, aplati est classé grapefruit hybrid par UC, Riverside Citrus Variety Collection et Tangelo par l'INRA[6],[22].
- Tangelo Guyane. Collection INRA-CIRAD, géniteurs non précisés, mentionné originaire de Guyane française [23],[22].
- 'Chellah' Maroc. Cultivar signalé par Henri Chapot (1950) comme non étudié [24].

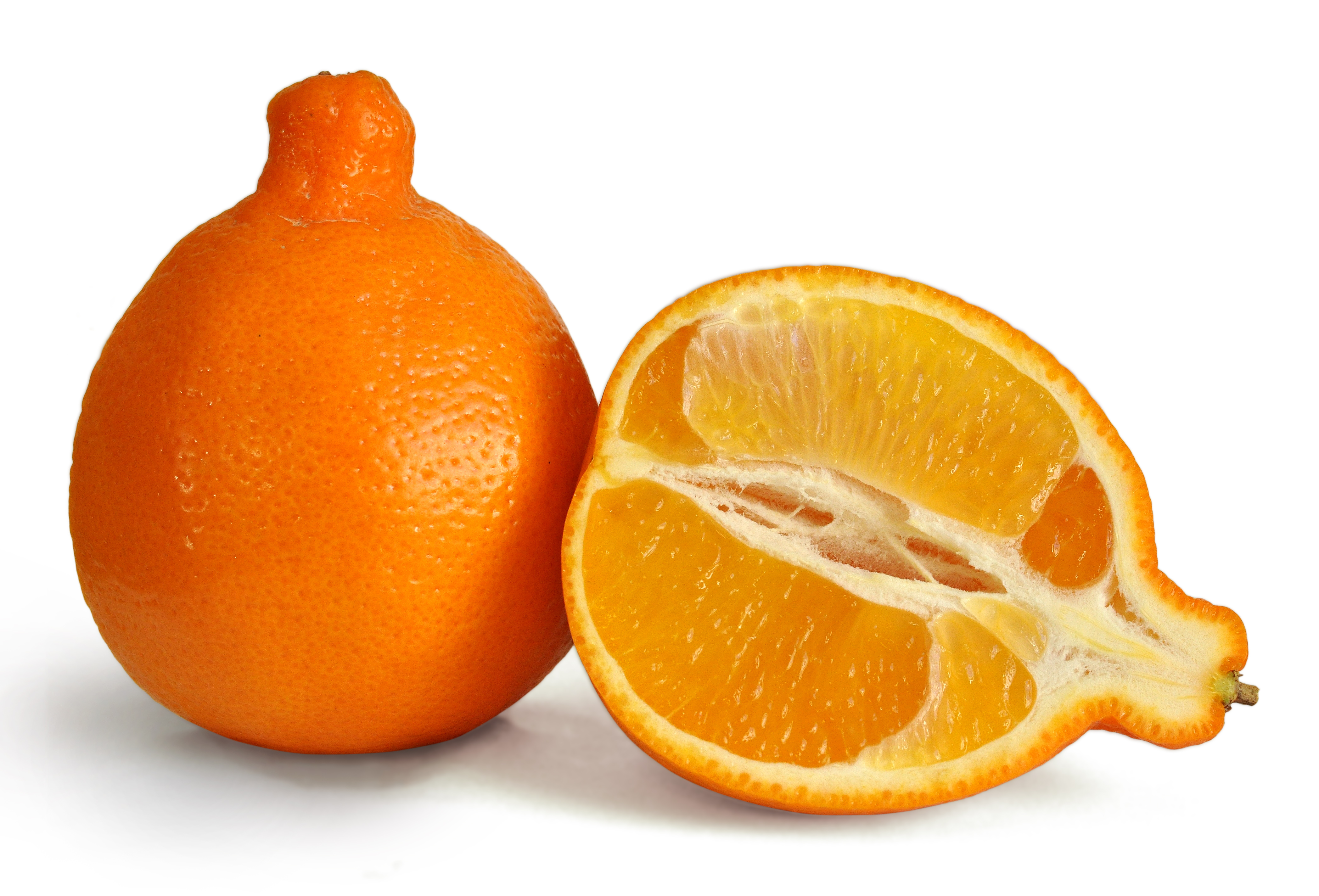
Minneola

### Tangelos incertains
- Ugli Jamaïque 1924. Fruit piriforme parfois avec une excroissance au niveau du pédoncule, de la taille d'un pamplemousse. Son écorce, ridée et épaisse, se pèle facilement et est généralement jaune-orangé, parfois verte ou rouge. La pulpe est juteuse, sucrée et avec des saveurs d'orange. La période de production va de décembre à avril dans l'hémisphère nord. Différents géniteurs sont supposés et incertains.
- Chunxiang tangelo 春香橘柚 (Chūnxiāng jú yòu), pomelo orange de Huangjingong, cultivé en Chine, serait originaire de Fukuoka (1959), il est qualifié de 橘柚 (jú yòu) terme habituellement employé pour tangelo mais le Hyuganatsu qui n'est pas un C. maxima est donné comme probable géniteur. Gros fruits jaune (200 à 250 g) précoce et apprécié [25],[26].
- Altoona (mal classé, c'est un tangor) [27]. Suwanee, Williams (mentions académiques, non décrits) [28].

### Hybrides issus de tangelo[29]
- 'Baygold' (C. clementina x... x tangelo Seminole) Nouvelle-Zélande, programme d'hybridation 1993 [30].
- 'Fairchild', Nova ou Clemenvilla 1995 Australie (C. clementina x Orlando).

- Tangelolo Wekiwa 1930 (de Sampson tangelo): Double hybride de tangelo (pamplemousse x mandarine) réhybridé avec le pomelo, donc tangelo-lo[31]. Petit fruit jaune asperme, juteux mélange de gouts qui évoque ses progéniteurs, se mange comme une mandarine. Mûrit de la fin de l'automne jusqu'en hiver[24],[32].
- 'Fallglo Bower' Floride 1987 : (C.reticulata x Orlando) x Temple (hybride de C. reticulata).

- 'Winola' (1992) est un hybride spontanée triploïde (asperme) de la mandarine 'Wilking' et de Minneola sélectionné en Israël [33].
- 'Cami', obtention italienne 1992 : (C. clementina x C. deliciosa) x Mapo [34].
- 'Seihou', obtention japonaise 1991: (tangor Kiyomi x Minneola).

## Culture du tangelo

### Alternance biennale
Le tangelo est sujet à l'alternance. Une floraison et une fructification régulière ont toutefois été obtenues en appliquant pendant trois saisons de culture des mélanges d'urée et de levure sèche ou de benzyl adenine. La fructification a été fortement stimulée lorsque l'application a lieu les années off year (années à peu de fruits).

## Propriétés organoleptiques des tangelos

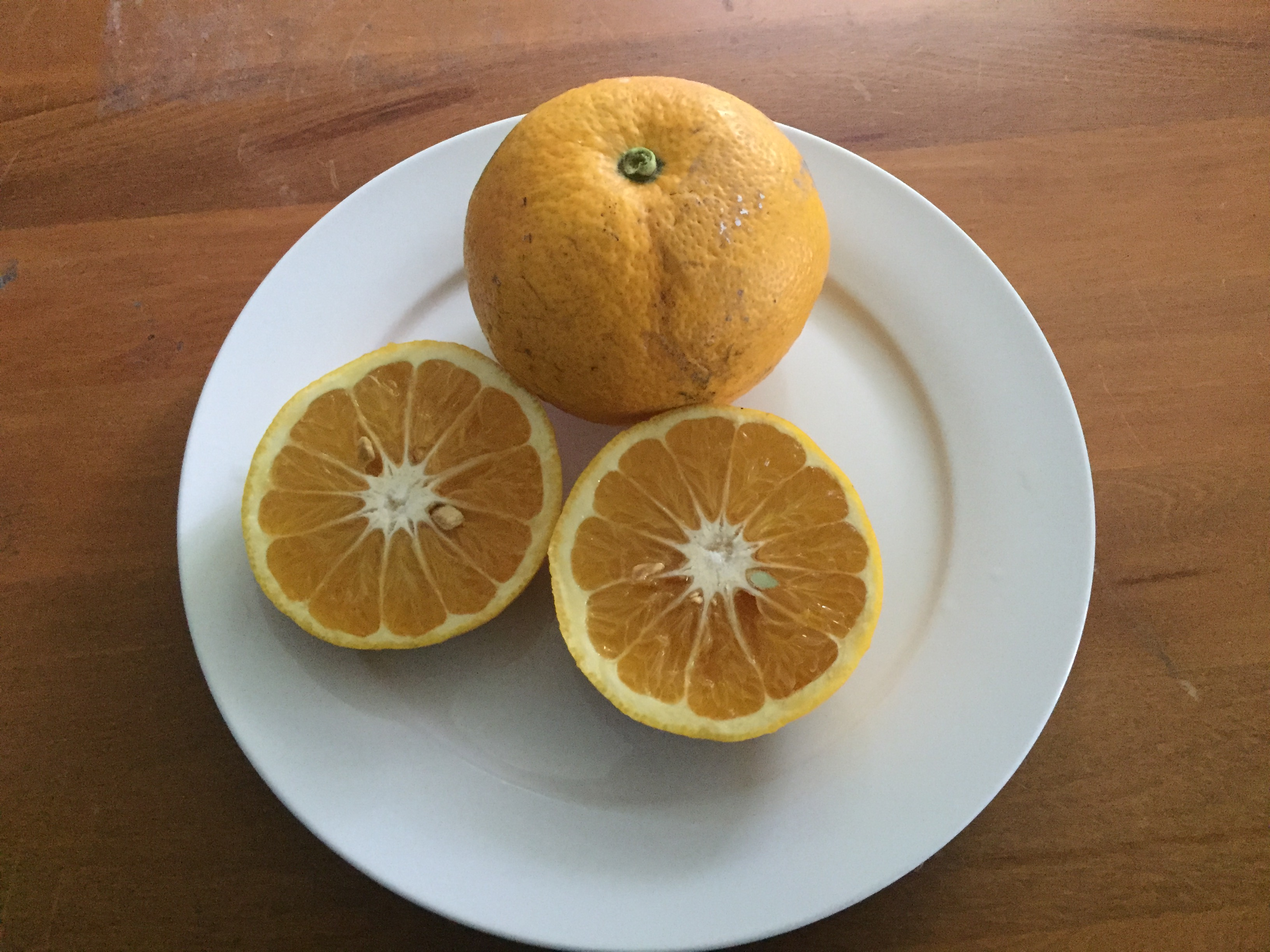
Poorman's orange,

Les premiers tangelos américains connus en France (1914) sont justement décrits :  « la peau peu adhérente, de couleur pâle, la pulpe juteuse, fondante, sucrée, un peu acide et à peine amère. Les graines sont rares » . En Algérie, le docteur Louis Trabut rappelle que les tangelos étaient (1921) destinés au marché américain du petit déjeuner, « la légère amertume du tangelo devient une qualité pour cet usage » . Le marché évoluera plus tard vers les fruits de dessert .
Aux USA des études méthodiques sont conduites en 1959 pour connaitre les meilleures appréciation des consommateurs. Orlando et Minneola greffés sur bigaradier (et orange douce pour Minneola) obtiennent des notes très élevées de palatabilité à leur optimum de maturité respectivement en janvier et février (le ratio solides solubles totaux (TSS) / teneur en acide du jus atteint 15 et 17 pour les deux fruits) .
La couleur du jus est un critère de qualité aux USA car le jus est utilisé dans les boissons, elle constitue un avantage pour les tangelos qui sont bien colorés . La FAO note : la plupart des tangelos tendent à produire des fruits à peau lâche ou faciles à éplucher

## Risque médical
Une étude réalisée (2006) sur 13 cultivars de tangelo a montré qu'ils ne contiennent pas de furocoumarines (à l'exception de traces de 6,7-dihydroxybergamottine, de bergaptène et de bergamottine dans la variété K-Early ou Sunrise Tangelo très rarement commercialisé), ils ne peuvent donc pas inhiber significativement l'enzyme CYP3A4 et l'absorption des médicaments métabolisés par cette enzyme. Les tangelos sont peu susceptibles de provoquer une interaction avec les médicaments affectés par le pomelo (Citrus ×paradisi) ,,.

## Galerie

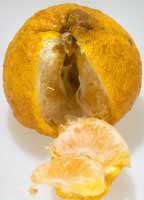
Ugli
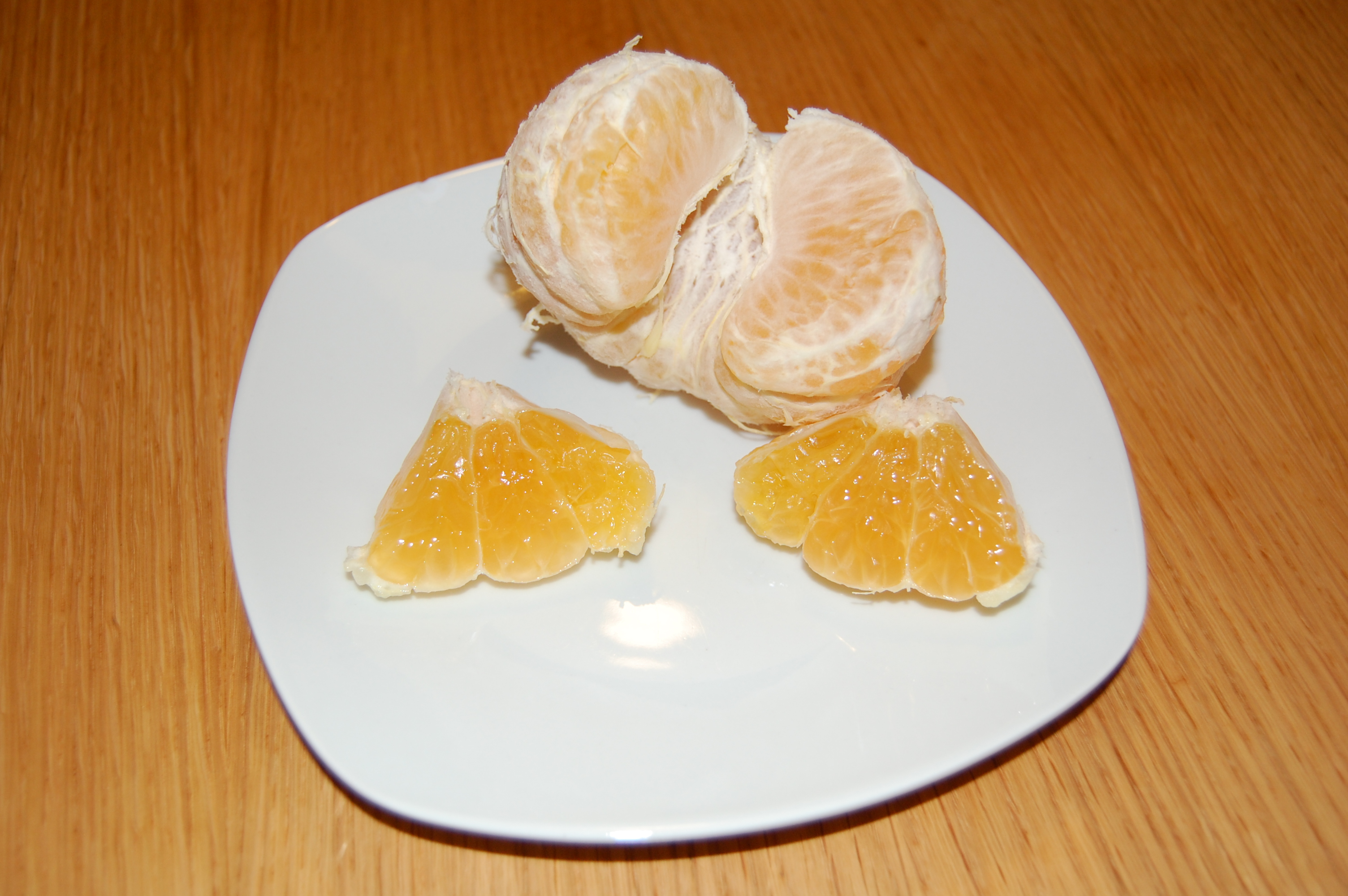
Chair d'un Ugli
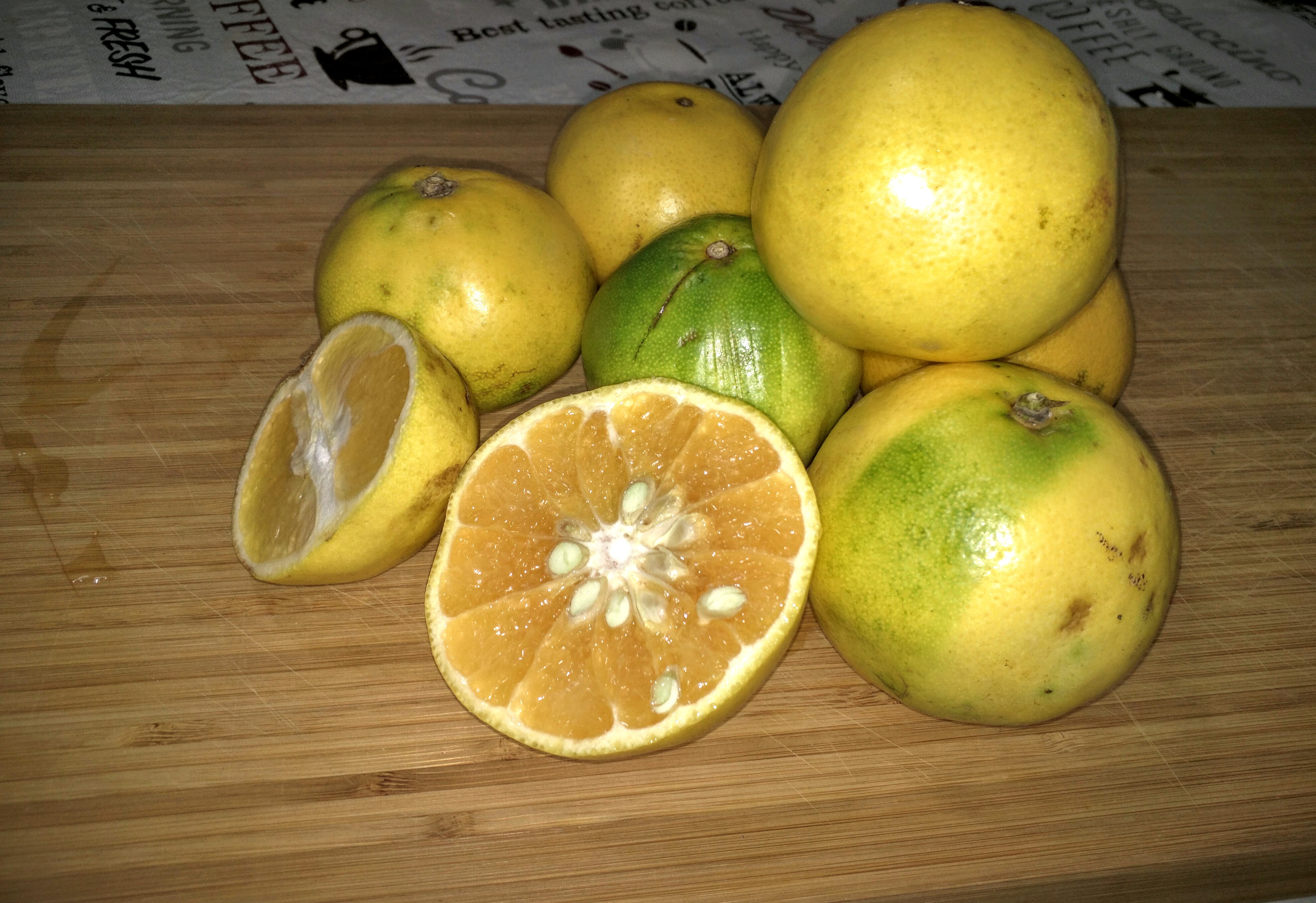
Ugli (Mapo)

## voir aussi
- Minneola (tangelo), Cocktail (pamplemousse), Mapo (agrume), Ugli, Wekiwa (agrume)
- Quelques cocktails à base de Minneola : Minneola-Martini , Minneola Aperol Granita (avec Aperol, romarin et crème fouettée) , Daïquiri des fêtes (canneberges, jus de minneola, rhum blanc, jus de lime) , Americano Minneola (Campari, vermouth, tranches de Minneola) .